# Weiden bei Rechnitz
Weiden bei Rechnitz (węg. Bándol, burg.-chorw. Bandol, rom. Bandula) – gmina w Austrii, w kraju związkowym Burgenland, w powiecie Oberwart. 1 stycznia 2014 liczyła 817 mieszkańców.